# Austrobrickellia
Austrobrickellia là một chi thực vật có hoa trong họ Cúc (Asteraceae).

## Loài
Chi Austrobrickellia gồm các loài: